# Francisco de Vera y Aragón y Torres
Francisco de Vera y Aragón y Torres fue un noble español.

## Biografía
Su padre Alonso de Vera y Aragón y Tinoco, hijo de Rodrigo de Vera y Aragón y Godínez y de su esposa Juana Tinoco, casados en Llerena, fue un capitán de frontera en la guerra contra los moros, originario de la villa de Llerena, en Extremadura, que se había establecido en la de Estepa, en Andalucía, donde ejerció los cargos de capitán, alcalde y contador del comendador de Estepa en la Orden de Santiago. Casó allí alrededor de 1516 con Luisa de Torres y Martínez Cano, dahí natural, hija de Pero Díaz de Torres, también nacido en Estepa, y de su esposa Antonia Martínez Cano, con la que tuvo siete hijos e hijas, de los cuales tres asistieron a la conquista de las Indias Occidentales, los cuales fueron: Rodrigo de Vera, padre de Alonso de Vera y Aragón y Calderón, apodado "el Cara de Perro" por su mal gesto; Pedro Díaz de Torres, padre de Alonso de Vera y Aragón, apodado "el Tupí" por su piel morena; y el licenciado Juan de Torres de Vera y Aragón, padre de Gabriel de Vera y Aragón y de su esposa Juana Ortiz de Zárate y Yupanqui de Juan Alonso de Vera y Zárate; dos de sus otros hijos fueron: Francisco de Vera y Aragón y Torres; y Carlos de Vera y Aragón y Torres, familiar del Santo Oficio de la Inquisición de Córdoba, casado en primeras nupcias con María de Hoces, de quién tuvo a Alonso de Vera y Aragón y Hoces.
Licenciado, fue caballero de hábito en 1572 y comendador del Corral de Almaguer en la Orden de Santiago, miembro del Consejo de Órdenes y embajador en Venecia del rey Felipe II de España.